# 阿瓦伊足球俱乐部
阿瓦伊足球俱乐部，是巴西圣卡塔琳娜州的一个足球俱乐部，成立于1923年。主场位于Ressacada体育场，可容纳17800人。该队现参加巴西足球乙级联赛。俱乐部最著名的支持者是网球选手古斯塔沃·库尔滕。

## 荣誉
- 巴西足球丙级联赛
  - 冠军：1998.
- 圣卡塔琳娜州锦标赛
  - 冠军：1924, 1926, 1927, 1928, 1930, 1942, 1943, 1944, 1945, 1973, 1975, 1988, 1997, 2009